# Первомайский (Карасукский район)
Первомайский — упразднённый посёлок в Карасукском районе Новосибирской области. Входил в состав Октябрьского сельсовета. Упразднён в 2011 году.

## География
Площадь посёлка — 35 гектаров.

## История
Основан в 1920 г. В 1928 году посёлок Первомайский состоял из 42 хозяйств. в составе Шендорфского сельсовета Андреевского района Славгородского округа Сибирского края.

## Население
| 2002 | 2007 | 2010 |
| ---- | ---- | ---- |
| 7    | ↘2   | ↘0   |

## Инфраструктура
В посёлке по данным на 2007 год отсутствует социальная инфраструктура.